# Експлуатація газових свердловин
Експлуатація газових свердловин — аналогічна до фонтанного видобутку нафти. В обох випадках обладнання свердловин складається з колони фонтанних труб, що спускаються до фільтрової зони, і гирлової арматури.

## Експлуатаційне обладнання газових свердловин
Газова свердловина містить такі вузли:
1) колонна головка для з'єднання і герметизації обсадних колон;
2) трубна головка для підвішування, закріплення та герметизації фонтанних труб;
3) ялинка з відводами, засувками і штуцерами.
Газові свердловини освоюють аналогічними способами, що й нафтові. Часто застосовують компресорний спосіб освоєння, використовуючи газ високого тиску із сусідніх свердловин або пересувні компресорні установки.
Максимально можливий дебіт газової свердловини при її відкритті в атмосферу називається вільним. Експлуатаційний режим газової свердловини визначається її промисловим дебітом, тобто кількістю газу, що відбирається. Він установлюється на основі одержаних даних при дослідженні газових свердловин.
При випробуванні пластів вимірюють тиск, температуру і дебіт газу, фіксуючи параметри роботи свердловини в кожному режимі. Зміну режиму та регулювання роботи газової свердловини здійснюють створенням певного протитиску на гирлі. Для цього застосовують штуцери.

## Періоди експлуатації газової свердловини
За весь час експлуатації газової свердловини у її роботі виділяться чотири важливі періоди:
- • перший період — безводний, коли при експлуатації газової свердловини у її продукції відсутня будь-яка вода;
- • другий період пов'язаний з накопиченням води, що вторгається у стовбур добувної свердловини, без її виносу на денну поверхню; перша фаза цього періоду характеризується утворенням плівки води на стінках свердловини, а друга фаза +– виносом на денну поверхню потоком газу диспергованих крапельок води;
- • третій період ‒ кількість привнесеної у свердловину води відповідає кількості води винесеної на денну поверхню і одночасно з цим на вибої свердловини присутній деякий об'єм води, що накопичилася;
- • четвертий період настає, коли процес припливу води у свердловину значно збільшується і все більша її кількість накопичується у стовбурі свердловини, що призводить до роботи в режимі нульової подачі газорідинної суміші; зрештою свердловина захлинається і припиняє роботу, тобто відбувається «самоглушіння» свердловини.

Основним чинником, що впливає на технологічний режим роботи газових свердловин у зазначених умовах, є наявність підошовної води як у покладах масивного типу, так і в приконтурних зонах родовищ — води пластового типу.

## Інтенсифікація роботи
Методи інтенсифікації не рекомендується застосовувати: у свердловинах із порушеними та неякісно зацементованими експлуатаційними колонами; в обводнених свердловинах або таких, що можуть обводнитися після проведення робіт із інтенсифікації; у приконтурних свердловинах.
Роботи з інтенсифікації газових свердловин починають проводити в період розвідки при випробуванні перспективних горизонтів із метою визначення їх промислової продуктивності та під час промислової розробки.
Для збільшення продуктивності свердловин застосовуються різні методи, спрямовані на відновлення та покращення проникності привибійної зони, створення конструкцій привибійної зони значних розмірів і зміцнення пухких несцементованих порід.
На початку ХХІ ст. у вітчизняній практиці застосовуються такі хімічні та фізичні методи, що відновлюють або підвищують фільтраційну характеристику вибою та привибійної зони:
- 1) нафтові, нафтосодові та газоконденсатні обробки;
- 2) проходження зони погіршеної проникності каналами підвищеної довжини  абразивна перфорація та гідророзрив пласта;
- 3) гідрокислотний розрив пласта, що застосовується для обробки слабопористих низькопроникних карбонатних пластів; внаслідок ГРП при механічному впливі рідини утворюються тріщини, по яких кислота глибоко проникає у пласт і реагує з породою;
- 4) обробка поверхнево-активними речовинами та інгібіторами, що знижують поверхневий натяг внутрішньопорової рідини і температуру початку гідратоутворення.

Методи інтенсифікації не рекомендується проводити в свердловинах із порушеними експлуатаційними колонами; з колонами неякісно зацементованими; у свердловинах, які обводнились або в тих, які можуть обводнитись після проведення в них робіт із інтенсифікації; у приконтурних свердловинах і в свердловинах, що розкрили малопотужні (2 — 5 м) водоплавні поклади.
Роботи з інтенсифікації на газових родовищах, зазвичай, починають тоді, коли родовище вступає в промислову розробку. Більш раціонально їх проводити на стадії розвідки й дослідно-промислової експлуатації.